# Vallebona
Vallebona est une commune italienne d'environ 1 300 habitants située dans la province d'Imperia, dans la région Ligurie, dans le Nord-Ouest de l'Italie.

## Monuments et patrimoine
- San Lorenzo - église paroissiale qui a un clocher en pierre très artistique du XIIIe siècle. L'architrave sculptée au-dessus de la porte de l'église date de 1478.

## Administration
| Période                                  | Période | Identité | Étiquette | Qualité |
| ---------------------------------------- | ------- | -------- | --------- | ------- |
|                                          |         |          |           |         |
| Les données manquantes sont à compléter. |         |          |           |         |

### Communes limitrophes
Bordighera, Ospedaletti, Perinaldo, San Biagio della Cima, Seborga, Soldano, Vallecrosia